# Isi Véléris
Isi Véléris, rodným jménem Israël Noël Véléris (* 25. prosince 1933 Brusel) je fotograf, narozený v Belgii do litevské rodiny, část života prožil v USA, část ve Francii.

## Život
Narodil se v Bruselu litevským židovským rodičům. Po vypuknutí druhé světové války s rodiči uprchl do Francie, nejprve se usadili v obci Labarthe-Inard nedaleko španělských hranic, po otcově smrti v Aulus-les-Bains; v roce 1942 byl Isi, stejně jako řada dalších židovských dětí, dán do opatrovnictví na zámku Château de la Hille v Montégut-Plantaurel, kde zůstal až do konce války; jeho matka byla v září 1942 odvezena do Osvětimi. Po válce žil u tety v Belgii. V patnácti letech odešel Véléris do USA, kde byl naturalizován. Usadil se v New Yorku, kde se díky lekcím Richarda Avedona začal věnovat fotografování. Od roku 1967 měl vlastní ateliér a věnoval se módní a reklamní fotografii. Je autorem fotografie na obalu alba Vintage Violence hudebníka Johna Calea. Rovněž byl americkým zástupcem Guye Bourdina. V 70. letech se odstěhoval do Paříže, kde pokračoval v práci fotografa, spolupracoval mimo jiné s magazíny Vogue a Elle. Dokumentarista Mathieu Ortlieb o něm v roce 2011 natočil 24minutový film Les petits cailloux blancs.